# Rosa adenophylla
Rosa adenophylla är en rosväxtart som beskrevs av Anatol I. Galushko. Rosa adenophylla ingår i släktet rosor, och familjen rosväxter. Inga underarter finns listade i Catalogue of Life.